# Anke Doberauer
Anke Doberauer (1962 a Bad Homburg, Hessen) és una pintora alemanya.

## Biografia
Anke Doberauer va estudiar a l'Acadèmia de Belles Arts de Braunschweig amb el Professor Ben Willikens. El 1991 va ser diplomada "Meisterschüler". Els anys 1991-1992 va estudiar a l'Escola d'Art de Marseille-Luminy.
El 1993 va rebre la beca Schmidt-Rottluff (Schmidt-Rottluff-Stipendium), el 1994/95 la beca anual del departament de cultura de Hesse (Hessischen Kulturstiftung) per anar a la Ciutat Internacional de les Arts (Cité Internationale des Arts) a Paris. El 1998/1999 Doberauer va ser artista residen a l'Institut d'Estudis Avançats Collegium Budapest/Institute. Anke Doberauer és des de 2003 Professora de pintura i grafisme a l'Acadèmia de Belles Arts de Múnic Akademie der Bildenden Künste München i viu a Marsella i Múnic.
El motiu central dels seus quadres de mida real són els retrats d'homes, en els que ells mateixos trien la seva postura. Són ben coneguts els seus retrats de l'editor Michael Klett i de l'escriptor Ernst Jünger així com els quadres del rectorat de la Universitat de Jena (Alemanya).
Els seus quadres han estat exposats, entre altres llocs, al Museu d'Art Modern (MMK), Frankfurt/Main (Alemanya), Castello di Rivara, Torí (Itàlia), FRAC Languedoc-Roussillon, Montpellier, IVAM, Valencia, i a MuCEM, Marsella.

## Premis i reconeixements
- 1991 Premi de la galeria HBK Braunschweig
- 1991 Beca de la regió de la Baixa Saxònia (Niedersachsen)
- 1992–93 Beca de treball del ministeri de cultura francès per al 3r cicle
- 1993 Borsa de viatge Alexander-Dorner-Kreises, Hannover
- 1993 Beca de projectes del departament de joventut franco-alemany.
- 1993 Beca Karl Schmidt-Rottluff
- 1994 Beca anual del departament de cultura de Hessen per a la Ciutat Internacional de les Arts (Cité Internationale des Arts) a Paris
- 1997 Participació en el taller d'artistes Triangle Artists Workshop, Nova York

## Exposicions
- 1991 ‘Facts and Rumours', Witte de Wit Centre for Contemporary Art, Rotterdam
- 1994 Mai 36 Galerie, Zürich (exposició individual)
- 1995 ‘Les Visiteurs', MAC Galeries Contemporaines des Musées de Marseille
- 1995 Premi de pintura de la Böttcherstraße a Bremen, Kunsthalle Bremen
- 1995 Karl Schmidt-Rottluff Stipendium, Kunsthalle Düsseldorf
- 1996 ‘Szenenwechsel X', Museu d'Art Modern, Frankfurt am Main (exposició individual)
- 1997 Kunstverein Grafschaft Bentheim (exposició individual)
- 1997‘Acht Magnifizenzen', Ehemaliges Zeiss-Observatorium, Kunsthistorisches Institut der Universität Jena (exposició individual)
- 1997 ‘Fenêtre sur cour', Galerie Almine Rech, Paris
- 1997 ‘Querpass 2', Staedelsches Kunstinstitut, Museum für Moderne Kunst, Frankfurt am Main, Jahrhunderthalle Hoechst
- 1997 Mai 36 Galerie, Zürich (mit Franz Ackermann u. Mathew Benedict)
- 1998 Fonds Regional d'Art Contem-porain Languedoc-Roussillon, Montpellier (exposició individual)
- 1998 Castello di Rivara, Turin (exposició individual)
- 1999 Nürnberg (exposició individual)
- 1999 Galerie Brigitte Trotha, Frankfurt/Main
- 2000 Mai 36 Galerie, Zürich (exposició individual)
- 2001 Mai 36 Galerie, Zürich (exposició individual)
- 2003 Deutsche Gesellschaft für Christliche Kunst (Associació alemanya d'art cristià), München